# Decalepis hamiltonii
Decalepis hamiltonii es una especie perteneciente a la familia de las apocináceas. 

## Distribución
Es endémica de la Península India y conocida por los nombres comunes de Makali ber en Canarés y Magali kizhangu  en Tamil. Es una planta cuya raíz se utiliza en medicamentos ayurvédicos y para su utilización en encurtidos. 

## Propiedades
Los estudios han demostrado que tiene actividad insecticida y un uso potencial en el control de plagas en el grano almacenado.  El ingrediente activo de la raíz fue sintetizada y encapsulada con beta-ciclodextrinas. 
La raíz contiene antioxidantes y los métodos de extracción han sido patentados.

## Taxonomía
Decalepis hamiltonii fue descrita por Wight & Arn. y publicado en Contributions to the Botany of India 64. 1834.
Sinonimia
- Apocynum reticulatum Wall.
- Streptocaulon hamiltonii Wight[3]